# Nepenthes rajah
Espèce
Classification phylogénétique
Répartition géographique
Statut de conservation UICN

 EN B1+2e : En danger
Statut CITES
Nepenthes rajah est une espèce de plantes à fleurs de la famille des Nepenthaceae. C'est une plante carnivore à piège passif formé d'ascidies (urnes). Il s'agit d'une espèce endémique qui vit dans une zone très localisée, restreinte au mont Kinabalu et à son voisin, le mont Tambuyukon, dans l'État de Sabah en Malaisie sur l'île de Bornéo. Nepenthes rajah est célèbre pour ses pièges géants en forme d'urnes, ils mesurent jusqu'à 35 cm de haut et 18 cm de large. Ces urnes peuvent contenir 3,5 litres d'eau et plus de 2,5 litres de liquide digestif, ce qui en fait probablement l'espèce aux plus grandes urnes du genre Nepenthes.

## Étymologie
Joseph Dalton Hooker décrit N. rajah en 1859, il l'a nommé en l'honneur de Sir James Brooke, le premier des Rajahs blancs de Sarawak. Le nom scientifique latin fut au départ écrit Nepenthes Rajah, avec une majuscule à Rajah puisqu'il dérive d'un nom propre. Cependant la majuscule n'est plus considérée comme correcte. Le nom anglophone commun Rajah Brooke's Pitcher Plant (Plante à urnes du Râja Brooke) est rarement employé pour cette espèce, son nom scientifique binomial est celui le plus employé pour la désigner. L'épithète spécifique rajah signifie « roi » en malais et ceci, associé aux dimensions impressionnante de ses urnes, a conduit N. rajah a souvent être considéré comme le « Roi des népenthès » (« King of Nepenthes »).

## Caractéristiques de la plante

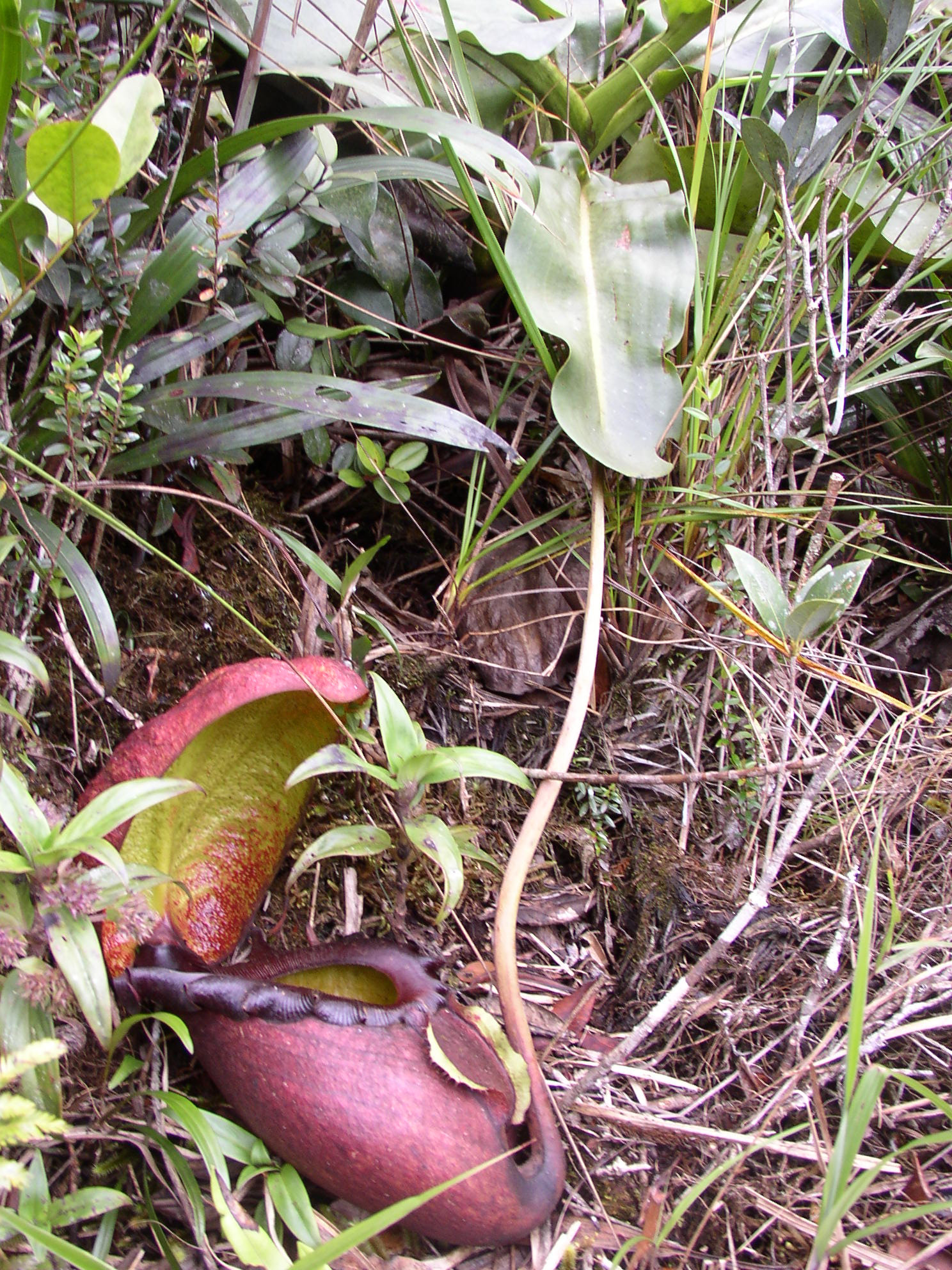
Feuille modifiée : limbe, cirrhe et urne

Nepenthes rajah, comme pratiquement toutes les espèces du genre, croît comme une plante grimpante. La tige pousse généralement sur le sol, mais tente de grimper dès qu'elle est en contact avec un objet pouvant la soutenir. La tige est relativement épaisse (diamètre inférieur ou égal à 30 mm) et peut atteindre jusqu'à 6 m de long, bien qu'elle n'excède que rarement 3 m. N. rajah ne développe pas de stolons comme certaines espèces du genre, mais les plantes âgées sont connues pour former des caïeux à la base (sorte de ramification à fonction multiplicative). C'est particulièrement courant chez les plantes bouturées, qui produisent des caïeux très tôt.

### Feuilles
Les feuilles sont produites à intervalles réguliers le long de la tige. Elles sont rattachées à la tige par une structure particulière qui entoure la tige, le pétiole. Un long et étroit cirrhe émane à l'extrémité de chaque feuille. Au bout du cirrhe se situe un bourgeon qui, lorsqu'il est physiologiquement activé, se développe en un piège fonctionnel. Ainsi, les urnes sont des feuilles transformées et non pas des fleurs spécialisées comme on le croit souvent. La structure verte la plus proche d'une feuille ordinaire est spécifiquement connue comme le limbe.

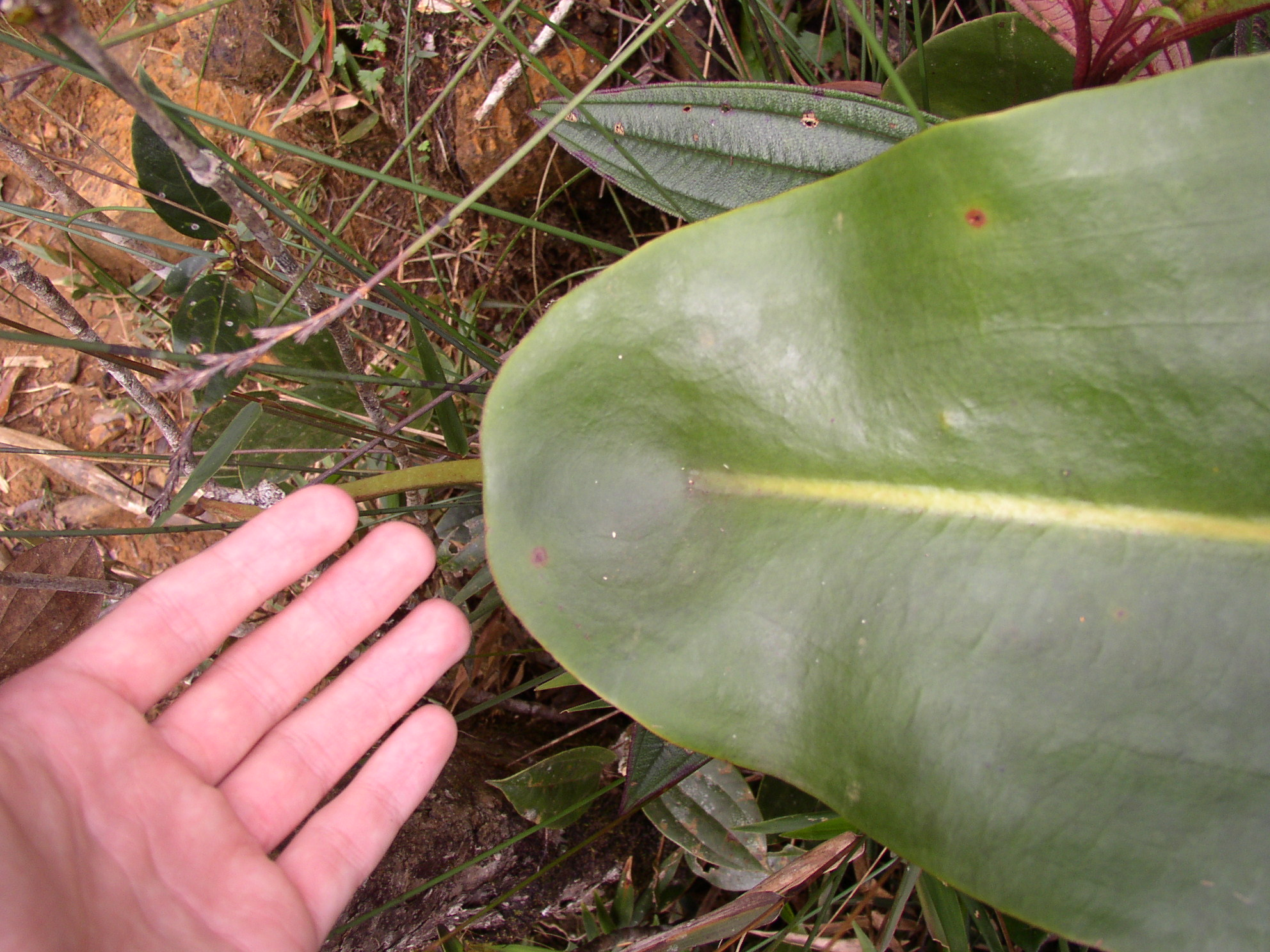
L'attache peltée caractéristique des feuilles de N. rajah

Les feuilles de N. rajah sont très distinctes et atteignent une grande taille. Elles ont une texture coriace avec un bord extérieur ondulé. Les feuilles sont nettement peltées, l'attache du pétiole se situe sous le limbe. De trois à cinq nervures longitudinales parcourent chaque face du limbe et des nervures pennées rejoignent les bords. Le limbe est de forme oblongue à lancéolée, mesurant jusqu'à 80 cm de long pour une large maximale de 15 cm. Les cirrhes sont insérés à moins de 5 cm de l'apex de la feuille et atteignent une longueur d'environ 50 cm.

### Urnes
Les urnes de tous les Nepenthes partagent des caractéristiques communes. Les pièges sont constitués d'une urne (ou ascidie), qui est recouverte par un opercule dont la fonction supposée est d'empêcher l'eau de pluie d'entrer dans l'urne et d'emporter ou de diluer son contenu. L'ouverture de l'ascidie est généralement cerclée d'un anneau, appelé péristome, constitué de tissus rigides et orienté vers le bas. Une paire d'« ailes » avec des franges, située à l'avant de l'urne, descend jusqu'à sa base. Ces ailes serviraient à guider les insectes terrestres vers la bouche de l'ascidie. Elles sont très réduites ou complètement absentes au niveau des urnes aériennes, pour lesquelles seuls les insectes volants constituent la majorité des proies.

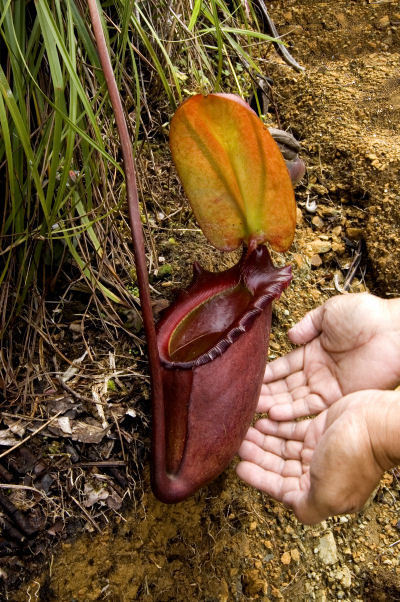
Urne inférieure (ou terrestre) avec un péristome évasé.

N. rajah produit deux types distincts d'ascidies : les ascidies « inférieures » ou terrestres sont les plus fréquentes. Elles sont très volumineuses, richement colorées et de forme ovoïde. Des spécimens exceptionnels peuvent mesurer jusqu'à 40 cm de haut et contenir jusqu'à 3,5 litres d'eau et plus de 2,5 litres de liquide digestif, bien que la majorité des urnes n'excède pas 200 mL. Les urnes inférieures de N. rajah sont probablement les plus volumineuses du genre Nepenthes, seules les urnes de N. merrilliana, N. truncata et les formes géantes de N. rafflesiana (variété gigantea) peuvent rivaliser.

Ces pièges reposent sur le sol et prennent souvent appui sur des éléments environnants. Les urnes sont généralement rouges ou pourpres à l'extérieur, tandis que la surface intérieure est vert citron à pourpre. Cela contraste fortement avec les autres parties de la plante qui sont vert jaunâtre. Les urnes inférieures de N. rajah sont caractéristiques et ne peuvent être confondues avec d'autres espèces de Nepenthes de Bornéo.
Les plantes âgées peuvent également développer des ascidies « supérieures » ou « aériennes », qui sont plus petites, en forme d'entonnoir et habituellement moins colorées que les inférieures. De vraies urnes supérieures sont rarement observées. En effet la tige de N. rajah n'atteint que rarement des longueurs supérieures à quelques mètres avant de mourir et d'être remplacée par des caïeux provenant de la racine principale.
Les urnes supérieures et inférieures diffèrent significativement au niveau de leur morphologie, elles sont spécialisées pour attirer et capturer des proies différentes. Les ascidies qui n'entrent pas directement dans l'une ou l'autre de ces catégories sont simplement dites « intermédiaires » ; tous les intermédiaires existent a priori.
Le péristome de N. rajah est très étendu, et possède un pourtour festonné très distinctif, formant une lèvre attirante autour de la bouche de l'ascidie. Une série de saillies ou nervures strient le péristome. Ces côtes se terminent en de courtes dents effilées qui bordent le rebord intérieur du péristome. Les deux ailes à franges rejoignant l'attache du cirrhe partent du bord inférieur du péristome.
L’important opercule en forme de voûte de N. rajah, le plus grand du genre, est une autre caractéristique distinctive de cette espèce. Il est de forme ovale à oblongue et est pourvu d'une carène (ou arête centrale), le parcourant par le milieu. L'éperon à l'arrière de l'opercule mesure environ 20 mm de long et n'est pas ramifié.
N. rajah possède d'importantes glandes sécrétrices de nectar couvrant ses ascidies. Ces glandes sont assez différentes de celles des autres Nepenthes et sont facilement reconnaissables. La surface interne des ascidies, en particulier, est entièrement glandulaire, avec 300 à 800 glandes par cm².

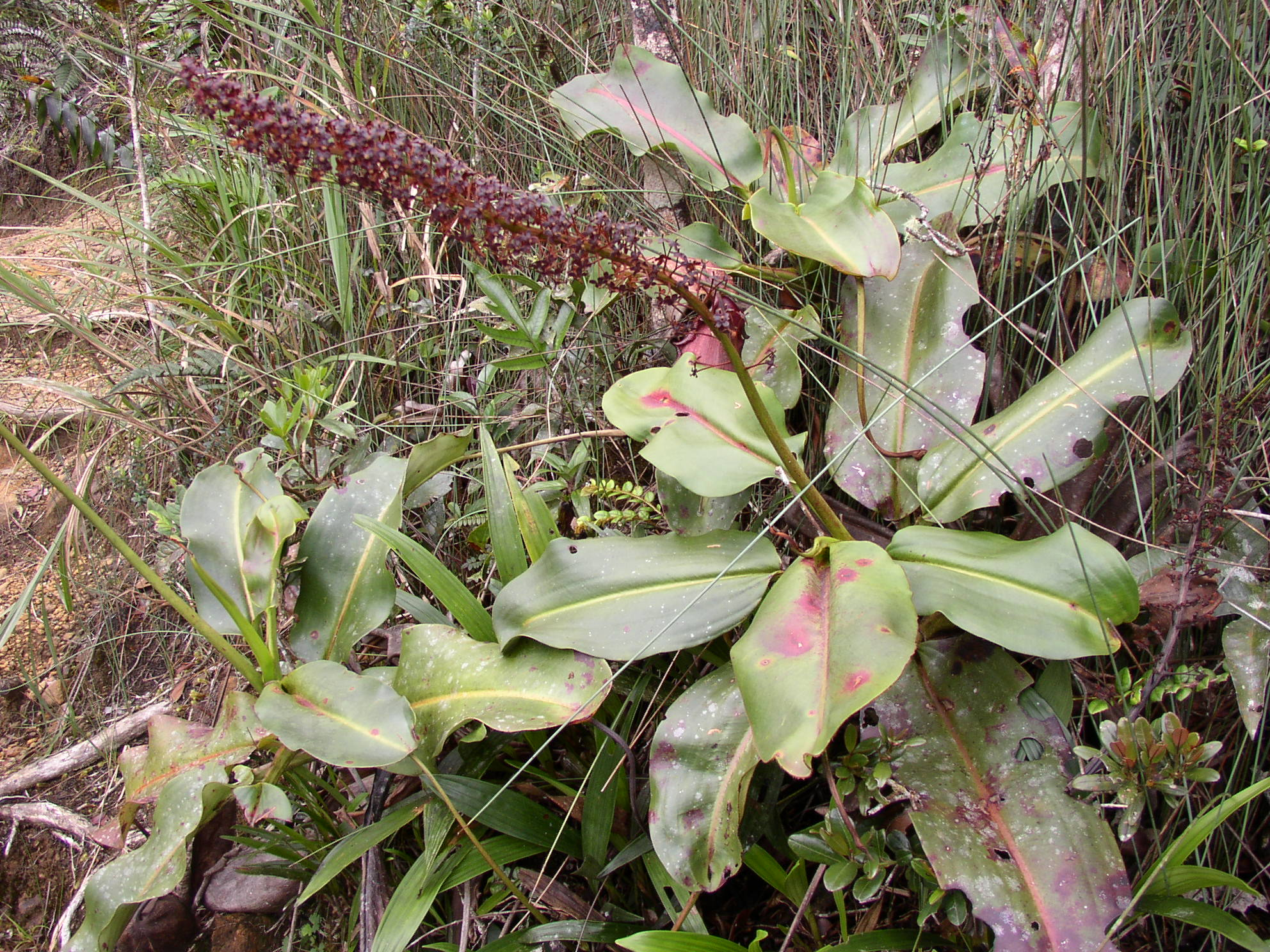
Un N. rajah en fleur.

### Fleurs
N. rajah semble fleurir à n'importe quelle saison de l'année. Les fleurs sont nombreuses formant une inflorescence qui se développe à l'apex de la tige principale. Le népenthès produit une très grande inflorescence qui peut mesurer 80 cm et parfois même 120 cm de hauteur,. Les fleurs individuelles de N. rajah possèdent un pédoncule partiel (proche d'une queue), alors l'inflorescence est appelée une « grappe » (par opposition à une « panicule », avec des grappes de plusieurs fleurs). Ces fleurs sont décrites comme brun jaune et dégagent un parfum sucré fort. Les sépales sont elliptiques à oblongues et mesurent moins de 8 mm de long. Comme tous les Nepenthes, N. rajah est dioïque, ce qui signifie que chaque individu produit soit des fleurs mâles (staminées) soit des fleurs femelles (pistillées), mais jamais les deux. Les fruits sont orange brun et mesurent de 10 à 20 mm de long (voir commons:Image:Nep_rajah28.jpg).

### Autres caractéristiques
Toutes les parties de la plante sont couvertes, dans les premiers stades de développement, de longs poils blancs qui ont tendance à disparaître quand la plante devient mature. Cette couverture de poils est connue sous le nom de indumentum.
La couleur des spécimens conservés en herbier est d'un brun foncé dans différentes nuances. (Voir commons:Image:Nep_rajah19.jpg).
De petites variations ont été observées parmi les populations naturelles de Nepenthes rajah cependant, aucune forme ou variété n'a été décrite. En outre, N. rajah ne possède pas de synonymes publiés, à l'inverse de beaucoup d'autres espèces de Nepenthes, qui présentent des variations majeures.

## L'état carnivore

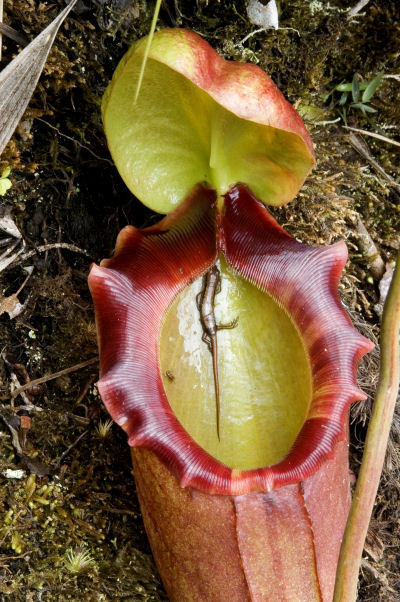
Lézard noyé trouvé dans une urne ouverte depuis peu. L'animal a été tiré en dehors du liquide de digestion par le photographe.

Nepenthes rajah est une plante carnivore avec des pièges passifs de type « piège à urne ». Il est connu pour piéger occasionnellement des vertébrés et même de petits mammifères. Il existe au moins deux mentions de rats trouvés noyés dans des urnes de N. rajah. La première observation date de 1862 et a été faite par Spencer St. John, qui accompagna Hugh Low lors de deux ascensions du mont Kinabalu. En 1988, Anthea Phillipps et Anthony Lamb confirment la plausibilité de ces captures quand ils réussissent à observer des rats noyés dans de grandes urnes de N. rajah,. N. rajah piège occasionnellement d'autre petits vertébrés, dont des grenouilles, des lézards ou même des oiseaux, quoique ces cas aient probablement impliqué des animaux malades, cela ne représente donc certainement pas une norme. Les insectes, et en particulier les fourmis, représentent la majorité des proies des urnes aussi bien terrestres qu'aériennes.

## Interactions avec les animaux

### L'endofaune des urnes
Bien que les Nepenthes soient célèbres pour leur capacité à piéger et à digérer des animaux, leurs urnes servent également d'habitat pour un grand nombre d'organismes, connus sous le nom d'endofaune (infauna en anglais). Parmi ces organismes, on trouve des larves de mouche et de moucheron, des araignées (en particulier l'araignée-crabe Misumenops nepenthicola), des acariens, des fourmis, et même une espèce de crabe : Geosesarma malayanum. Le plus commun et visible des prédateurs trouvés dans des urnes est la larve de moustique, qui consomme un grand nombre d'autres larves pendant son développement. Beaucoup de ces animaux sont tellement spécialisés qu'ils ne peuvent survivre nulle part ailleurs, et sont qualifiés de symbiote des Nepenthes (nepenthebionts en anglais).
Les relations complexes entre ces organismes variés ne sont actuellement pas complètement comprises. Des recherches sont nécessaires pour trancher si l'endofaune « vole » la nourriture de son hôte, ou si elle participe à une association symbiotique (bénéfices réciproques), la question fait actuellement débat. Charles Clarke suggère que le mutualisme est « une situation probable », par laquelle l'endofaune reçoit domicile, protection et nourriture de la plante, tandis qu'en retour, l'endofaune aide à la décomposition des proies, améliore le taux de digestion et conserve un nombre de bactéries faible.

## Classification
Nepenthes rajah n'est généralement pas considéré comme étant proche d'une autre espèce, du fait de ses ascidies particulières et de la morphologie de ses feuilles. Toutefois, plusieurs tentatives ont été faites pour déduire des groupes logiques parmi le genre des Nepenthes, et ceci dans le but de montrer les relations entre les taxons inférieurs au genre. Ces tentatives ont groupé N. rajah avec d'autres espèces, censées partager des caractéristiques.

### AuXIXesiècle
Le genre des Nepenthes a été scindé pour la première fois en 1873, quand Hooker publie sa monographie à propos de ce genre. Hooker distingue le N. pervillei de tous les autres espèces, car les graines de cette espèce ne portent pas les appendices qu'on trouve chez tous les autres Nepenthes (quoique grandement réduits chez N. madagascariensis). Il place N. pervillei dans le sous-genre monotypique Anurosperma (du latin, anuro : avec des nervures et sperma : graines). Toutes les autres espèces sont placées dans un second sous-genre, Eunepenthes (du latin, eu : vrai, les vrais Nepenthes).
Une seconde tentative pour l'établissement d'une division logique au sein du genre fut faite en 1895 par Beck dans son Monographische Skizze (en allemand, Monographische : monographie, Skizze: croquis). Beck conserve les deux sous-genres créés par Hooker, mais divise les Eunepenthes en trois sous-groupes : les Retiferae, les Apruinosae et les Pruinosae. N. rajah appartenant alors aux Apruinosae  (du latin, pluriel de apruinosa : non dépoli). La plupart des taxonomistes contemporains de Beck ne donnaient qu'une faible valeur taxonomique à son groupement, puisque celui-ci était fondé sur des traits arbitraires et non utilisables en tant que base pour une classification.

### AuXXesiècle
La taxonomie des Nepenthes est révisée une fois de plus en 1908 par Macfarlane dans sa propre monographie. Singulièrement, Macfarlane ne nomme pas les groupes qu'il distingue. Sa proposition est souvent considérée comme non naturelle.
En 1928, B. H. Danser publia une monographie, dans laquelle il divise les Nepenthes en six clades qui sont : Vulgatae, Montanae, Nobiles, Regiae, Insignes et Urceolatae. Danser place le N. rajah dans le clade des Regiae (du latin, rēgia : royal). Le clade des Regiae, tel que proposé par Danser, est détaillé dans le tableau de droite.
La majorité des espèces de ce clade sont de grandes plantes avec des feuilles pétiolées, un indumentum de poils grossiers brun rouge, une inflorescence en racème, et des ascidies supérieures en forme d'entonnoir. Toutes sont pourvues d'un appendice caractéristique sur la surface inférieure de l'opercule près de l'apex. À l'exception de N. lowii, les Regiae possèdent toutes un péristome étendu et fascié (marqué de côtes). De plus une grande majorité des espèces appartenant à ce clade sont endémiques à Bornéo. En se fondant sur la compréhension actuelle du genre, le clade Regiae semble plutôt bien refléter les relations unissant ses membres, bien qu'il n'en soit pas de même pour les autres clades. En dépit de cela, la classification de Danser est indubitablement une grande avancée au regard des tentatives antérieures.
Le travail taxonomique de Danser (1928) est révisé par Harms en 1936. Harms divise les Nepenthes en trois sous-genres : Anurosperma Hooker.f. (1873), Eunepenthes Hooker.f. (1873) et Mesonepenthes Harms (1936) (du latin, meso: milieu, Nepenthes « moyens »). Les espèces de Nepenthes situées dans les sous-genres Anurosperma et Mesonepenthes diffèrent de celles situées parmi les Vulgatae, où Danser les avait placées. Harms inclut N. rajah dans le sous-genre Eunepenthes avec la grande majorité des Nepenthes ; Anurosperma est un sous-genre monotypique, tandis que Mesonepenthes contient seulement trois espèces. Il crée également un clade supplémentaire, les Distillatoriae (d'après N. distillatoria).

### Morphologie glandulaire
En 1976, Kurata suggère que les glandes présentes dans les ascidies des Nepenthes sont particulières à chaque espèce et peuvent ainsi être utilisées pour distinguer des taxons proches ou même être utilisées comme base de la classification. Kurata étudies deux types de glandes : les glandes à nectar sur l'opercule et les glandes digestives à l'intérieur de l'ascidie. Il divise ces dernières selon trois zones : supérieure, moyenne et inférieure. Bien que cette nouvelle approche apporte un éclairage supplémentaire sur les similarités entre certaines espèces, elle a depuis été largement abandonnée par les taxonomistes et botanistes spécialisées dans ce genre, en faveur d'une nomenclature classique fondée sur une description des caractères morphologiques.

### Analyse biochimique
Plus récemment, des analyses biochimiques ont servi comme moyen de détermination des relations unissant différentes espèces de Nepenthes au sein d'un clade. En 1975, David E. Fairbrothers et al. suggèrent les premiers l'existence d'une relation entre les propriétés chimiques et certains groupements sur une base morphologique. Ils se fondent sur la théorie selon laquelle des espèces végétales similaires sur le plan morphologique produisent des molécules chimiques aux effets thérapeutiques similaires.
En 2002, une étude fondée sur des criblages phytochimiques et des chromatographies analytiques a été conduite sur la présence de composés phénoliques et de leucoanthocyanines chez plusieurs hybrides naturelles et leurs espèces parentes présumées (N. rajah y compris) provenant de Sabah et Sarawak. Elle a été effectuée sur des feuilles provenant de neuf spécimens séchés en herbier. Huit bandes ont été distinguées, elle contenaient des acides phénoliques, des flavonols, des flavones, des leucoanthocyanines et des « flavonoïdes inconnus » (numérotés 1 et 3). Leur répartition chez l'hybride N. × alisaputrana et ses espèces parentes présumées N. rajah et N. burbidgeae sont représentées dans le tableau suivant. Un spécimen de N. × alisaputrana issu de bouturage (in vitro) a également été testé.
| Distribution de composés phénoliques et de leucoanthocyanines chez N. × alisaputrana, N. burbidgeae et N. rajah |    |    |    |    |    |    |    |   |          |
| Taxon | 1  | 2  | 3  | 4  | 5  | 6  | 7  | 8 | Spécimen |
| N. × alisaputrana | +  | ++ | 3+ | 3+ | +  | ++ | 3+ | + | J2442    |
| in vitro | +  | ++ | 3+ | 3+ | +  | ++ | +  | + |          |
| N. burbidgeae | 3+ | ++ | 3+ | 3+ | -  | +  | -  | - | J2484    |
| N. rajah | -  | -  | +  | ±  | ++ | ++ | 3+ | + | J2443    |
| Légende : 1: acide phénolique, 2: acide ellagique, 3: quercétine, 4: kaempférol, 5: lutéoline, 6: 'Flavonoïde inconnu 1', 7: 'Flavonoïde inconnu 3', 8: Cyanidine ± : bande très faible, + : faible bande, ++ : bande bien présente, 3+ : bande très présente, - : absent, J = Jumaat Source : OnLine Journal of Biological Sciences 2 (9): 623-625, 2002.[PDF] |    |    |    |    |    |    |    |   |          |

Les acides phénoliques et ellagiques n'ont pas été détectés chez N. rajah, tandis que des concentrations très faibles de kaempférol ont été détectées. Les chromatogrammes de N. × alisaputrana ont montré la complémentarité de ses deux parents présumés.
La myricétine est absente chez tous les taxa étudiés. C'est en accord avec les résultats antérieurs obtenus par d'autres auteurs (Som en 1988 ; Jay et Lebreton, 1972),. L'absence de ce composé, largement présent au sein de la biosphère, chez les Nepenthes étudiés pourraient offrir « additional diagnostic information » (des informations supplémentaires) pour ces six espèces.

### Séquençage
Plusieurs protéines et acides nucléiques du N. rajah ont été partiellement ou complètement séquencés. Les voici :
- translocated tRNA-Lys (trnK) pseudogene (DQ007139)[24]
- trnK gene & maturase K (matK) gene (AF315879)[25]
- trnK gene & maturase K (matK) gene (AF315880)[25]
- maturase K (AAK56010)[25]
- maturase K (AAK56011)[25]

### Une espèce apparentée?
Récemment, une nouvelle espèce remarquable de Nepenthes a été découverte aux Philippines par Andreas Wistuba. Surnommé temporairement N. sp. Palawan 1, ce népenthès ressemble fortement au N. rajah au niveau de la morphologie des ascidies et des feuilles. (Voir ). Du fait de la distance géographique séparant les deux espèces, il est peu probable qu'elles soient étroitement apparentées de quelque façon que ce soit. Ainsi, ce cas pourrait représenter un exemple d'évolution convergente, processus par lequel deux organismes non étroitement apparentés acquièrent indépendamment des caractéristiques similaires, évoluant dans des écosystèmes différents, mais comparables. La description formelle de N. sp. Palawan 1 est en cours.

## Histoire et popularité

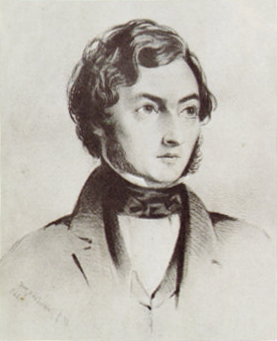
Hugh Low

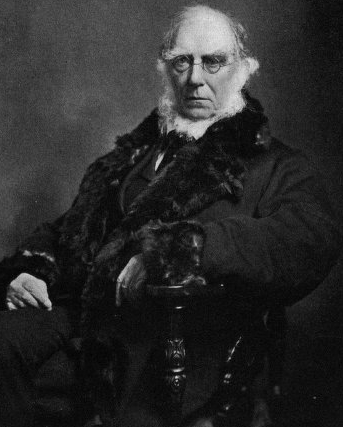
Joseph Dalton Hooker

Du fait de ses dimensions, de sa morphologie particulière et de ses couleurs remarquables, N. rajah a toujours été une plante carnivore appréciée et convoitée. Toutefois, en dépit de sa popularité parmi les amateurs du genre, il faut reconnaître que Nepenthes rajah demeure peu connu en dehors du domaine des plantes carnivores. En raison des besoins spécifiques requis pour sa croissance, ce n'est pas une plante d'appartement appropriée, ainsi, seul un petit cercle de passionnés et de professionnels de par le monde la cultive. La réputation de ses ascidies, comme étant parmi les plus belles du genre, date de la fin du XVIIe siècle.

### Première popularité
Nepenthes rajah a été découvert le 7 mars 1851 (ou juste avant) par Hugh Low, pendant sa première ascension du mont Kinabalu. Il fut décrit et formellement nommé par Hooker huit ans plus tard. L'espèce a été ramassée pour la première fois pour les pépinières Veitch par Frederick William Burbidge en 1878, pendant son second voyage à Bornéo. Peu de temps après son introduction en culture en 1881, N. rajah se révèle être très populaire parmi les riches horticulteurs victoriens et plutôt recherché. Un an plus tard, de jeunes spécimens de N. rajah sont exposés pour la première fois à l'exposition annuelle de la Royal Horticultural Society. Pendant ce temps, l'intérêt pour les Nepenthes atteint des sommets. The Garden (un magazine britannique) signale que ces Nepenthes sont diffusés par milliers pour répondre à la demande européenne.
Toutefois, l'intérêt décroissant pour les Nepenthes à la fin du XIXe siècle a vu la cession des pépinières Veitch et par conséquent la perte de plusieurs espèces et hybrides cultivés, y compris N. northiana et N. rajah. En 1905, les derniers spécimens de N. rajah des pépinières Veitch meurent, les conditions de culture difficiles ne permettant pas la reproduction. Le dernier N. rajah cultivé en vie, à cette époque, est situé au Jardin botanique national de Glasnevin en Irlande, néanmoins celui-ci périt peu après. Il faudra attendre un long moment avant la réintroduction en culture de N. rajah.

### Un intérêt plus récent
Un renouveau de l'intérêt pour les Nepenthes eut lieu récemment à travers le monde. La popularité actuelle de ces plantes peut en grande partie être attribuée à Shigeo Kurata, qui signa en 1976 le livre Nepenthes of Mount Kinabalu (Nepenthes du mont Kinabalu), qui présente parmi les meilleures photographies de Nepenthes à ce jour. Ce livre a sûrement attiré l'attention sur ces plantes peu habituelles.
De façon peu étonnante, N. rajah est une plante relativement connue en Malaisie, spécialement dans sa région native, le Sabah. L'espèce est souvent un sujet de promotion touristique du mont Kinabalu et figurent sur les cartes postales de la région. N. rajah apparaît sur la couverture de plusieurs publications sur les Nepenthes, dont : Nepenthes of Mount Kinabalu (Kurata, 1976) et Nepenthes of Borneo (Clarke, 1997), tous deux publiés à Kota Kinabalu. Le 6 avril 1996, la Malaisie a émis une série de quatre timbres représentant certains de leurs plus célèbres népenthès. Ce sont deux timbres de 30¢, représentant N. macfarlanei et N. sanguinea, ainsi que deux timbres de 50¢, représentant N. lowii et N. rajah. Le timbre N. rajah s'est vu assigné un numéro unique au sein de deux systèmes de numérotation de timbres, le numéro 600 dans Yvert et Tellier et 580 dans le Scott catalogue. Curieusement, l'attache peltée de la feuille qui est caractéristique de cette espèce n'est pas représentée.

## Écologie

### Kinabalu

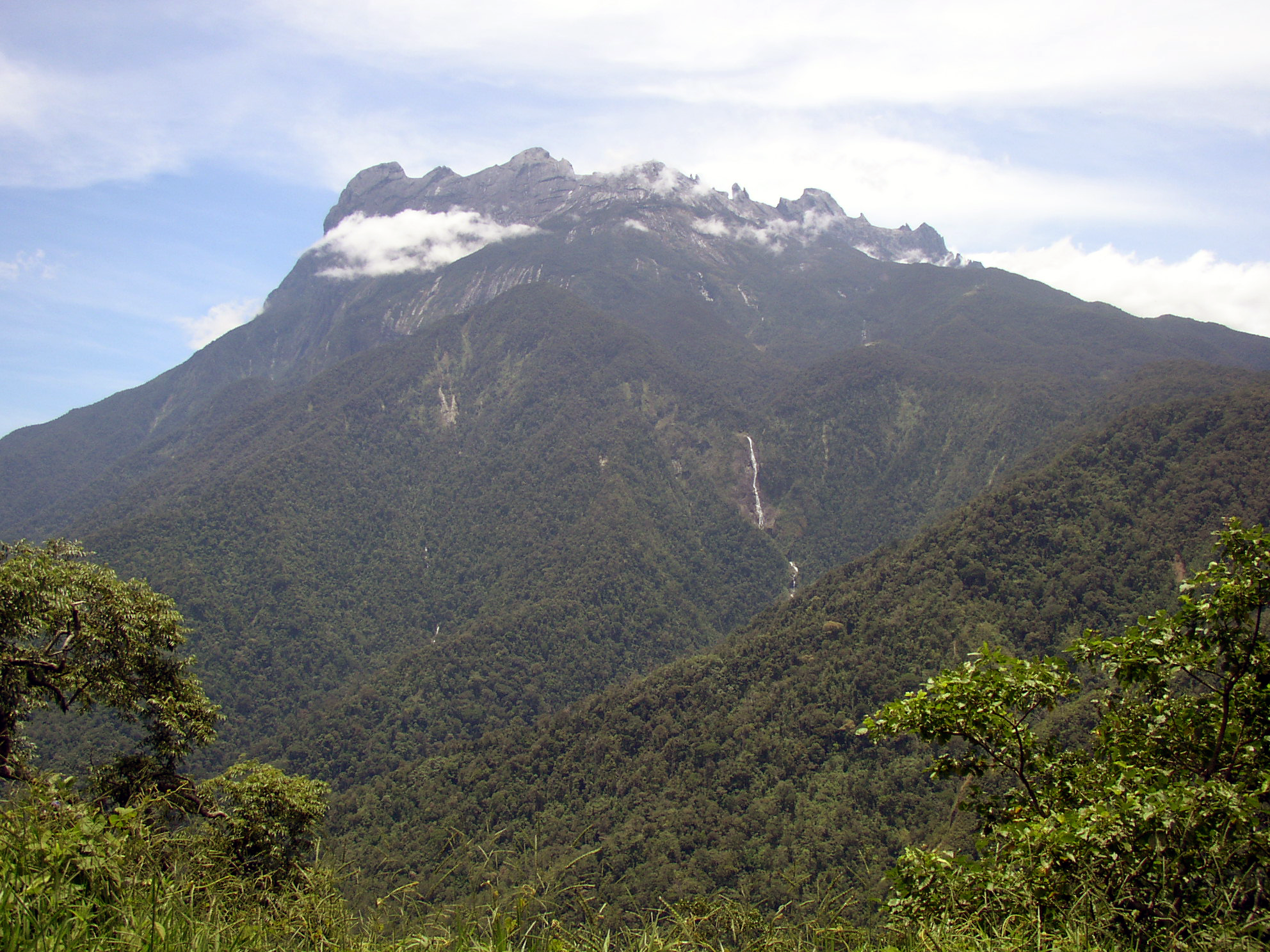
Le mont Kinabalu à Bornéo

Nepenthes rajah vit dans une région très localisée, cette région étant réduite au mont Kinabalu et au mont Tambuyukon voisin, tous deux situés dans le parc national du Kinabalu dans l'État de Sabah en Malaisie Le mont Kinabalu est un dôme granitique massif qui est géologiquement jeune et formé par intrusion d'un batholite granitique. Avec 4 095,2 m d'altitude c'est de loin le plus haut sommet de l'île de Bornéo et l'un des plus hauts d'Asie du Sud-Est. Les versants inférieurs du mont sont principalement constitués de grès et de schistes, issus de la sédimentation de sable marin et de boue vieille de quelque 35 millions d'années. Une roche ultramafique intrusive (serpentine) est remontée avec le cœur de batholite formant un anneau autour du mont. C'est sur ces sols ultramafiques que la flore du mont Kinabalu montre le plus haut niveau d'endémisme et beaucoup des espèces les plus rares de la région peuvent y être trouvées.

### Substrat

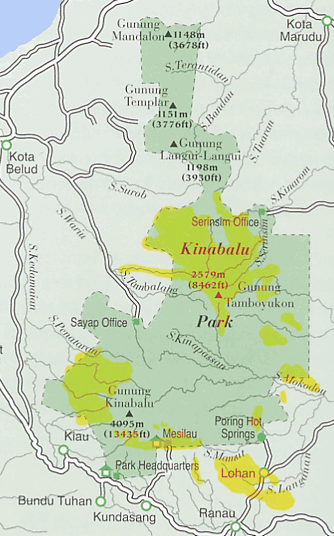
Affleurements ultramafiques (jaune) dans le parc national du Kinabalu (vert).

N. rajah semble pousser uniquement sur des sols riches en serpentine, contenant de hautes concentrations de nickel et de chrome, éléments toxiques pour beaucoup d'espèces végétales. Cette tolérance signifie qu'il occupe une niche écologique où il n'a pas à faire face à une grande compétition pour l'espace ou les éléments nutritifs. Ces sols sont également riches en magnésium et sont donc faiblement alcalins. Ils forment souvent une relativement faible couche sur un socle ultramafique et sont donc appelés des sols ultramafiques. On évalue la proportion de sols ultramafiques au sein du parc national du Kinabalu à approximativement 16 %. Ces sols recèlent un haut niveau d'endémicité au sein de plusieurs groupes taxonomiques, pas seulement les Nepenthes. Quatre espèces du genre, incluant N. rajah, vivent seulement à l'intérieur des frontières du parc.
N. rajah pousse habituellement dans des espaces ouverts, des clairières herbeuses sur de vieux glissements de terrain ou sur des arêtes larges, en particulier dans des zones où de l'eau suinte, où la terre est lourde et humide en permanence. Bien que ces sites puissent recevoir d'importantes précipitations, l'eau en excès est rapidement drainée, empêchant ainsi le sol de devenir sursaturé en eau. N. rajah peut souvent être trouvé dans des sous-bois herbeux, spécialement parmi des carex.

### Climat

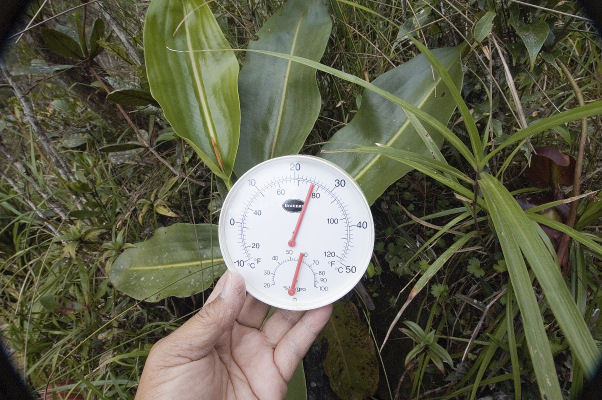
Température et humidité relevées à 11h par temps couvert au « Jardin des Nepenthes ».

N. rajah vit en altitude autour de 1 500 à 2 650 m,, il est donc considéré comme un népenthès highland, c'est-à-dire de haute montagne. Dans les plus hautes régions de son habitat, la température, la nuit, peut approcher 0°C et le jour, ne dépasse rarement les 25 °C. Du fait de la chute des températures nocturnes, l'humidité relative (hygrométrie) augmente nettement, de 65-75 % à plus de 95 %. La végétation à cette altitude est particulièrement chétive et croît lentement à cause des conditions environnementales qui y prévalent. Les plantes sont souvent sujettes à des vents violents et des pluies torrentielles, mais aussi à une exposition intense aux rayons du Soleil. La végétation relativement dégagée de la forêt de haute montagne connaît donc de plus grandes fluctuations de température et d'humidité que la végétation inférieure. Ces changements sont principalement régis par l'importance de la couverture nuageuse. En l'absence de nuages, les températures augmentent rapidement, l'humidité chute, et l'ensoleillement peut être fort. Quand les nuages couvrent le ciel, on observe les phénomènes inverses. Le taux moyen de précipitations est de 3 000 mm dans la région.

## Statut de conservation

### Une espèce menacée
Nepenthes rajah est classé parmi les espèces menacées (EN – B1+2e) sur la Liste rouge de l'UICN de l'UICN,. Il figure également sur l'Annexe I, Partie II du Wildlife Conservation Enactment (WCE) de 1997 et plus notoirement sur l'Annexe I du CITES, ce qui interdit le commerce international de plantes prélevées dans la nature. Toutefois, du fait de la grande popularité du N. rajah parmi les collectionneurs, beaucoup d'individus ont été prélevés illégalement dans la nature, bien que l'espèce ne vive qu'à l'intérieur des frontières du parc national du Kinabalu. Au cours des années 1970, cela a conduit à une sévère diminution des effectifs de certaines populations, c'est peut-être ce qui a amené à son classement au sein de l'Annexe I en 1981. Avec le N. khasiana, ce sont les deux seules espèces du genre à y figurer.
Pourtant, le futur à court terme de N. rajah semble sûr et pour cette raison il pourrait être plus exactement classé comme vulnérable (VU) ou, en prenant en compte les populations protégées des parcs, comme préoccupation mineure dépendant des mesures de conservation (LR (cd)). Ceci est en accord avec le centre de surveillance de la conservation de la nature qui le classe comme vulnérable. De plus, l'espèce était considérée comme vulnérable (V) par l'UICN avant l'introduction des catégories de 1994.
Quoique N. rajah pousse dans une zone restreinte et est souvent cité comme une plante en péril, il n'est pas rare dans sa zone de distribution et la plupart des populations sont à l'écart des visiteurs dans des parties reculées du parc national du Kinabalu. De plus, N. rajah possède des feuilles de forme remarquable ce qui rend difficile son exportation même si les ascidies sont retirées, puisqu'il est aisé pour un officier de douane informé de les identifier.
Les récentes avancées en matière de micropropagation, ou plus spécifiquement en techniques in vitro, en Europe et aux États-Unis, permettent de produire des plantes en grand nombre à un prix relativement bas (il est possible de trouver des pieds de N. rajah autour de 20 à 25 €). La technique de propagation in vitro permet de faire pousser une plante entière à partir d'explants (fragments d'organe ou de tissu) par exemple des graines, des méristèmes… Cette technique a, dans une large mesure, supprimé les motivations des collectionneurs à aller à Sabah pour prélever une plante illégalement, ainsi la demande de plantes collectées dans la nature a considérablement chuté.
Rob Cantleyn, un important avocat de la conservation et cultivateur de Nepenthes évalue le statut de conservation actuel du N. rajah :
« Cette espèce se répartit en, au moins, deux sous-populations, qui sont bien protégées par les services des parcs nationaux de Sabah. L'une des populations vit dans une zone où l'accès est strictement interdit au public sans autorisation. Néanmoins, il y a eu un déclin au sein de la population de plantes matures dans les zones les plus connues et les moins patrouillées. C'est largement le fait d'une dégradation de l'habitat et des plantes par négligence des visiteurs qu'une collecte organisée de plantes. N. rajah est récemment devenu une plante commune en culture grâce aux possibilités de clonage peu onéreuses de la micropropagation. Je pense qu'aujourd'hui la collecte commerciale de cette plante dans la nature est négligeable (traduction approximative). »
Cela dit, il semble que la variabilité génétique de plants de N. rajah cultivés soit très faible, puisque toutes les plantes commercialisées semblent issues de seulement quatre souches provenant des jardins botaniques royaux de Kew à Londres.
Toutefois, les récoltes illégales ne sont pas les seules menaces pour N. rajah en milieu naturel. Le phénomène climatique El Niño de 1997/98 a eu un effet catastrophique sur les espèces de Nepenthes du mont Kinabalu. La période de sécheresse qui a suivi, a sévèrement réduit certaines populations naturelles. Neuf feux de forêt ont été recensés dans le parc de Kinabalu, couvrant une surface totale de 2 500 hectares et produisant d'épais nuages de fumée. Pendant la période El Niño, beaucoup de plantes ont été temporairement transférées dans la pépinière du parc dans le but de sauver au moins quelques individus. Ceux-ci ont été replantés dans le « jardin des Nepenthes » à Mesilau (voir ci-après). Malgré ces événements, N. rajah fut l'une des espèces les moins touchées et relativement peu de plantes périrent. Depuis, Ansow Gunsalam a fondé une pépinière fermée au pavillon de Mesilau au pied du mont Kinabalu pour protéger les espèces menacées dont N. rajah.

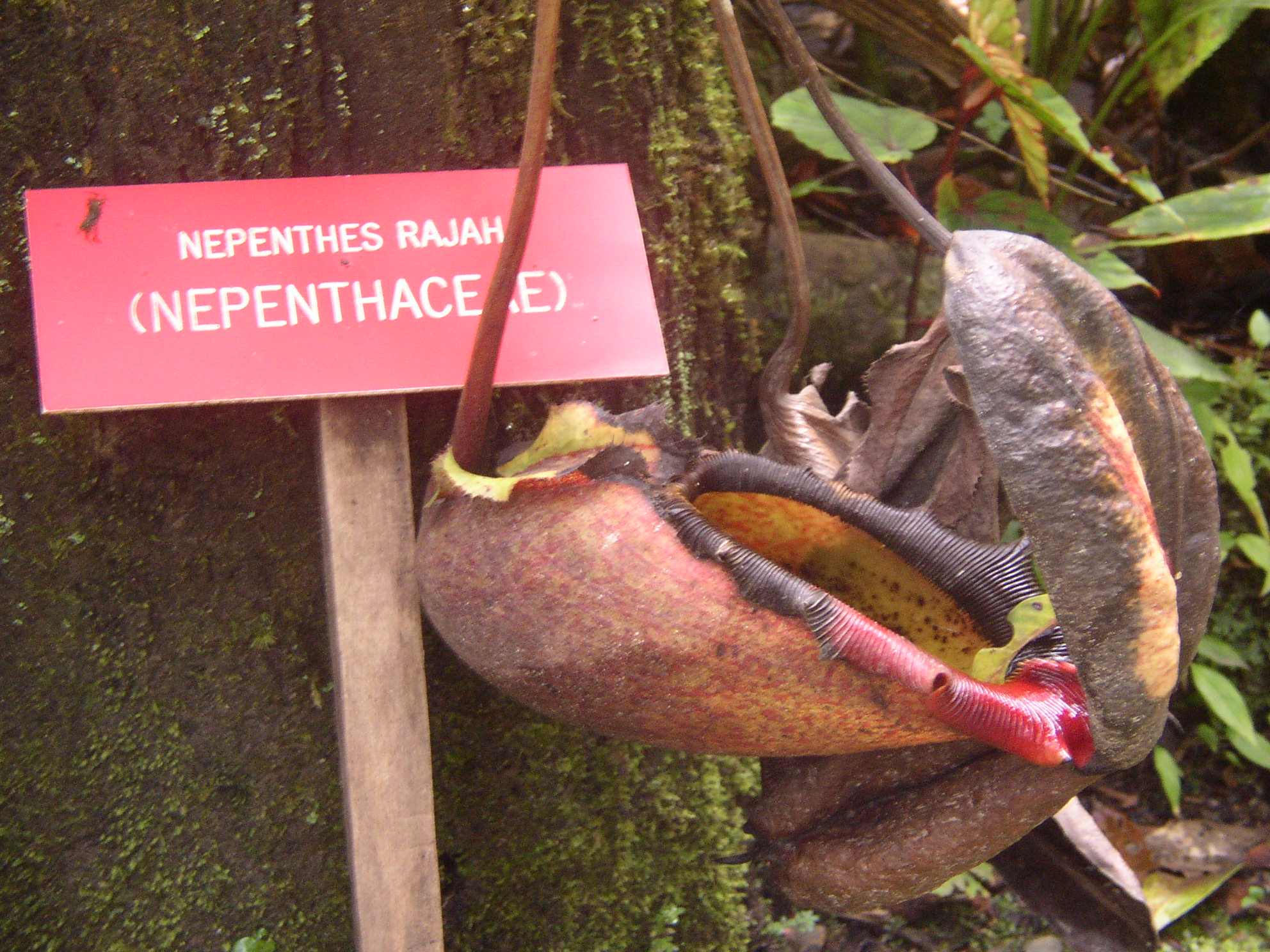
Plante exposée au « Jardin de la montagne » de Kinabalu.

### Une distribution restreinte
La Station nature de Mesilau récemment ouverte, qui se situe près du terrain de golf derrière le village de Kundasang, est maintenant le seul endroit où des visiteurs peuvent espérer observer cette espèce spectaculaire dans son habitat naturel. Ici, plusieurs dizaines de plants de N. rajah poussent près du sommet d'un éboulement escarpé. Des plantes jeunes et d'autres matures sont visibles, certaines présentent des urnes approchant 35 cm de haut (voir commons:Image:Nepenthes_rajah.jpg). Du fait de leur grande taille, on pense que certains individus sont vieux de plus de 100 ans. Des visites guidées quotidienne sont organisées au « Jardin des Nepenthes » où ces plantes sont situées.
Presque toutes les autres populations de Nepenthes rajah vivent dans des coins reculés du parc national du Kinabalu, qui ne sont pas visitables. Les visiteurs du parc peuvent également admirer un exemplaire de N. rajah de taille moyenne situé dans la pépinière attenante au « Jardin de la montagne ».
Parmi les autres localisations connues de populations sauvages de Nepenthes rajah, il y a le plateau de Marai Parai, la rivière est de Mesilau près de la grotte de Mesilau, la rivière supérieure de Kolopis et le versant est du mont Tambuyukon.

## Culture
Nepenthes rajah est réputé être le népenthès le plus difficile à cultiver, toutefois cette réputation semble être exagérée.

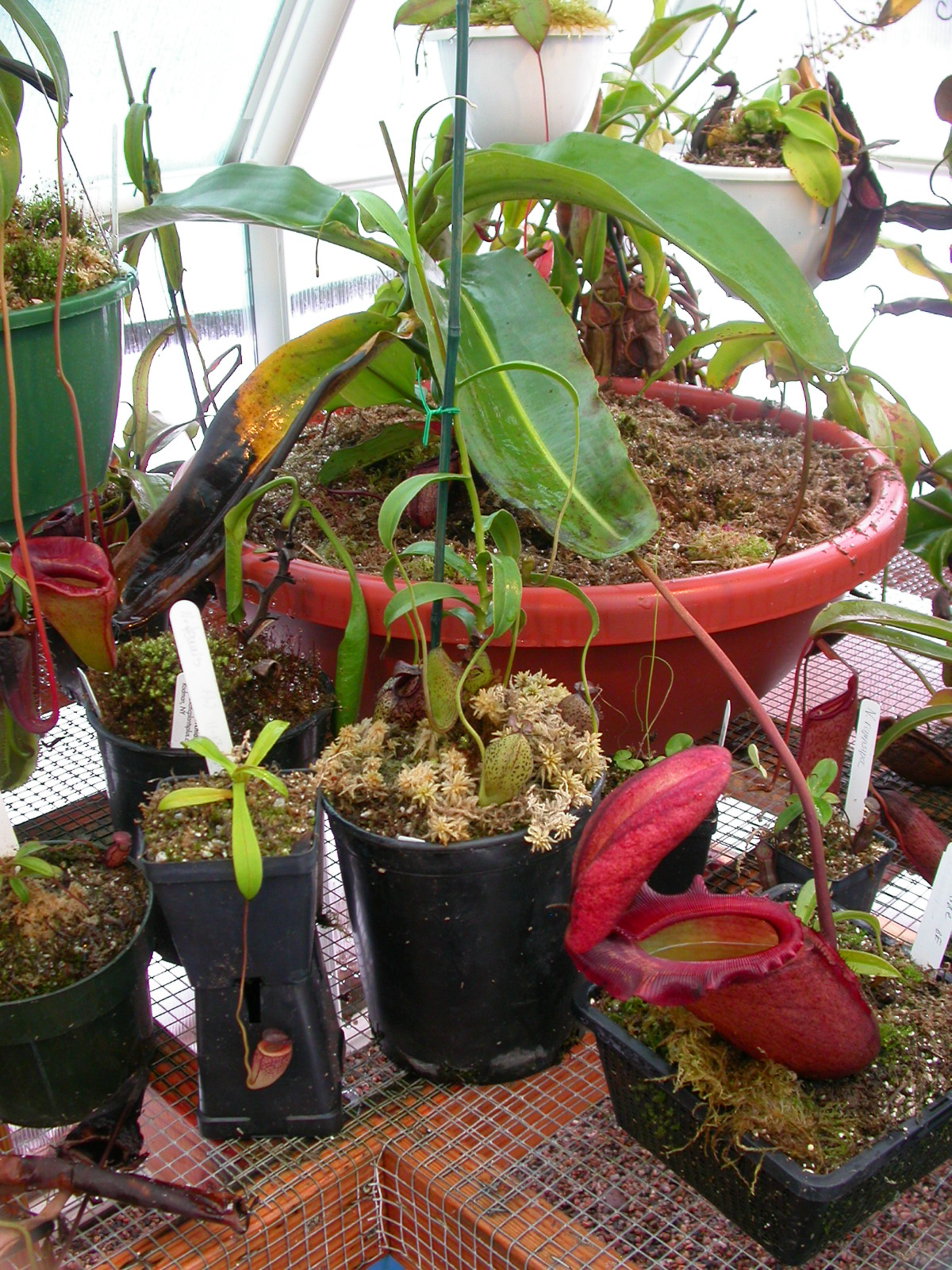
Un N. rajah cultivé avec une grande urne inférieure.

### Facteurs environnementaux
N. rajah est une espèce de montagne ou highland (haute terre), qui pousse à des altitudes comprises entre 1 500 et 2 650 m. Ainsi, elle a besoin de journées chaudes, avec des températures allant de 25 à 30 °C, et de nuits fraîches, avec des températures d'environ 10 à 15 °C. Les températures en elles-mêmes ne sont pas vitales (toute proportion gardée), mais plutôt les écarts entre elles ; N. rajah a besoin de nuits plus froides de 10 °C ou plus. Si ces exigences ne sont pas respectées la plante déclinera, ou au mieux, restera chétive et insignifiante.
Comme tous les Nepenthes, cette plante nécessite un environnement relativement humide pour une bonne croissance. Des valeurs telles que 75 % d'humidité relative sont généralement considérées comme optimales, avec une élévation de l'humidité la nuit (autour de 90 %). Toutefois, N. rajah tolère des fluctuations d'humidité, en particulier les spécimens jeunes, tant qu'elle n'est pas inférieure à 50 %. Elle peut facilement être contrôlée grâce à un humidificateur à ultrasons et un hygromètre.
Dans son habitat naturel, N. rajah pousse dans des espaces ouverts, exposé directement à la lumière du soleil ; pour cette raison il a également besoin d'une importante luminosité en culture. Beaucoup de cultivateurs utilisent des lampes halogènes de 500 à 1 000 watts. Il est souvent recommandé de les placer de 1 à 2 m des plantes. Selon la localisation géographique, la lumière naturelle peut être suffisante. Toutefois ceci est seulement possible dans des régions équatoriales, où la luminosité est suffisante pour répondre au besoin de la plante. Une photopériode de douze heures se rapproche des conditions naturelles.

### Substrat et arrosage
Des fibres pures de sphaigne (genre Sphagnum) font un excellent substrat de base, des combinaisons sont alors possible avec les matériaux suivants : tourbe, perlite, vermiculite, sable, roche de lave, pierre ponce, fibre d'Osmunda, substrat pour orchidée et charbon de bois d'horticulture. Le substrat doit être bien drainé et pas trop compact. La mousse permet de retenir l'humidité près des racines. Le mélange peut être entièrement détrempé dans de l'eau avant son installation.